# Felicity Aston
Felicity Ann Dawn Aston (MBE) (Birchington-on-Sea, 7 d'octubre de 1977) és una exploradora anglesa i científica del clima.

## Joventut i carrera
Originària de Birchington-on-Sea (Kent, Regne Unit), Aston va anar al Tonbridge Grammar School for Girls, i va estudiar al University College London (BSc) i a la Universitat de Reading (MSc en meteorologia aplicada).
Entre 2000 i 2003 Felicity Aston va ser el meteoròloga sènior de l'estació de recerca de Rothera, situada a l'illa Adelaida, a la península antàrtica, operada per la British Antarctic Survey, que monitoreja el clima i l'ozó. Com era habitual en aquell moment per al personal de la British Antarctic Survey, va passar tres estius i dos hiverns seguits a l'estació sense sortir de l'Antàrtida.

## Exploració

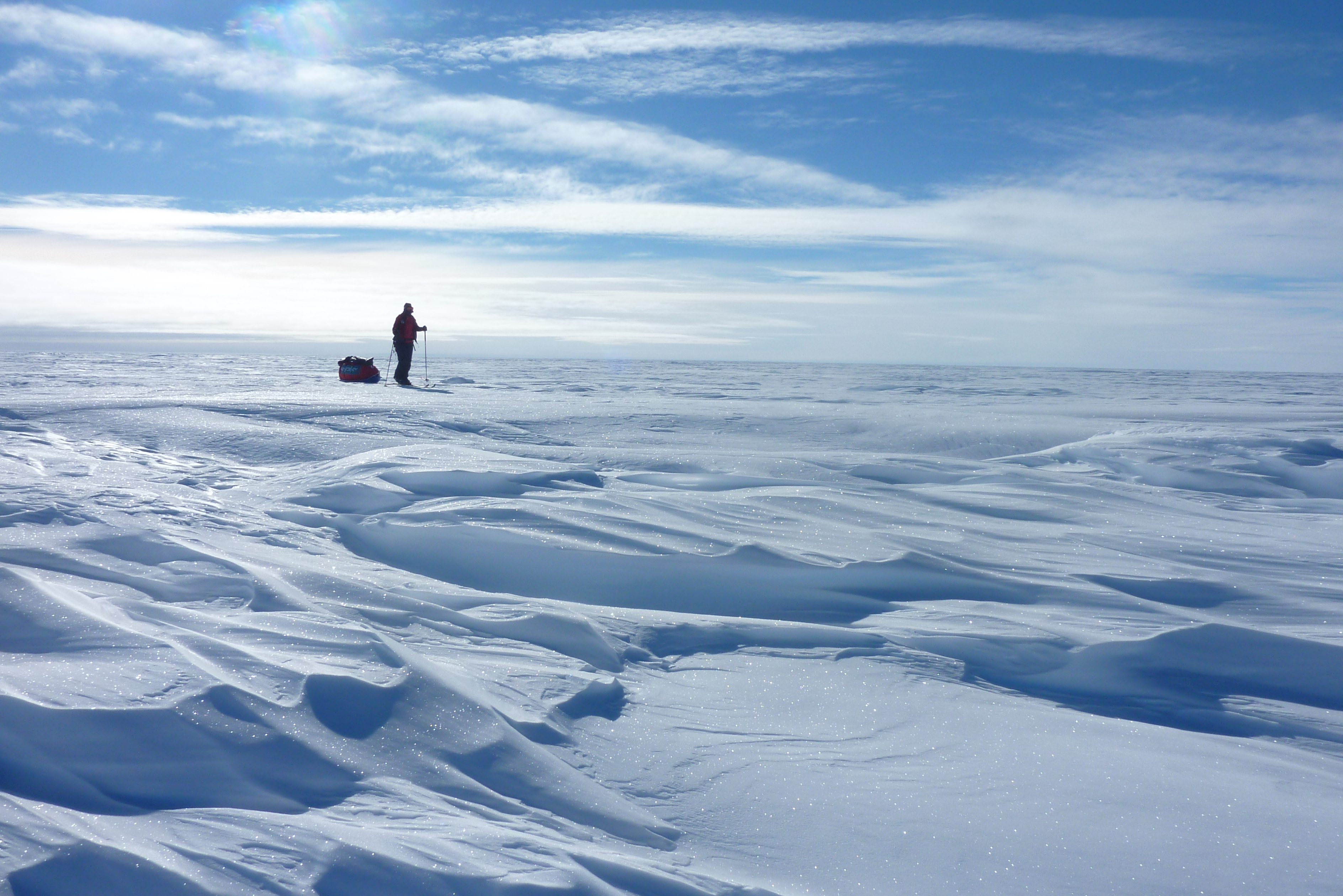
Aston a l'Antàrtida

El 2005 es va unir a una cursa a través de l'àrtic canadenc a la posició del pol nord magnètic el 1996, coneguda com la Polar Challenge. Va formar part del primer equip totalment femení que va completar aquesta carrera; van arribar al 6è lloc dels 16 equips.
El 2006 Aston va formar part de la primera expedició britànica femenina a través de la capa de gel de Groenlàndia.
El 2009 va ser la cap de l'equip de l'expedició antàrtica de Kaspersky Commonwealth, que era una expedició de la Commonwealth of Nations, en la qual set dones de sis països membres de la Commonwealth van esquiar cap al pol Sud el 2009 per celebrar el 60è aniversari de la fundació de la Commonwealth. «La crida del Blanc: portar el món cap al Pol Sud» és el seu relat d'aquesta expedició. Va ser publicat per Summersdale el 2011 i va ser finalista en la Banff Mountain Book Competition aquell any.
El 2012 es va convertir en la primera persona que va esquiar sola a través de la massa de terra antàrtica utilitzant només el poder muscular personal, així com la primera dona a travessar només la massa de terra antàrtica. El seu viatge va començar el 25 de novembre de 2011, a la glacera de Leverett, i va continuar durant 59 dies i una distància de 1.744 km.Arrossegava dos trineus de subministrament.
Aston també ha travessat el gel del llac Baikal, el llac més antic i més profund del món, i ha completat la Marathon des Sables.

## Premis
Ella és una ambaixadora oficial tant de la British Antarctic Monument Trust com de l'Equal Adventure Charity, i va ser guardonada amb un doctorat honoris causa per la Universitat de l'Església Cristiana de Canterbury pels seus assoliments exploratoris.
Aston va ser nomenada membre de l'Ordre de l'Imperi Britànic (MBE) i premiada amb la Medalla Polar en els Honors d'Any Nou 2015 per a serveis d'exploració polar.